# NK Iskra Bugojno
Le NK Iskra est un club de football de Bosnie-Herzégovine. Il est fondé en 1946, dans la ville de Bugojno. 
Actuellement, le club évolue en deuxième division du championnat de Bosnie-Herzégovine, dans le stade Jaklić pouvant accueillir 12 000 spectateurs. 
Le club remporte la Coupe Mitropa en 1985.

## Palmarès
- Coupe Mitropa (1)
  - Vainqueur : 1985

- Championnat de Bosnie-Herzégovine féminin (1)
  - Champion : 2002

## Joueurs internationaux
- Ranko Stojić (1976-1979)
- Edin Sprečo (1979-1981)
- Dražen Ladić (1984-1986)
- Vlatko Glavaš (1984-1990)
- Tomislav Piplica (1988-1989)
- Edim Ramcić (1989-1992)
- Edin Smajić (1999-2000)
- Ismir Pintol (2000-2001)
- Sulejman Smajić (2003-2004)
- Ermin Zeć (2006-2007)